# Roosdaal
Roosdaal es un municipio belga perteneciente a la provincia de Brabante Flamenco, en el arrondissement de Halle-Vilvoorde.
A 1 de enero de 2018 tiene 11 629 habitantes. Comprende cuatro deelgemeentes: Onze-Lieve-Vrouw-Lombeek, Pamel, Strijtem y Borchtlombeek.
Se ubica unos 15 km al oeste de Bruselas por la carretera N8.
Pertenece a la región histórica conocida como Pajottenland.

## Demografía

### Evolución
Todos los datos históricos relativos al actual municipio, el siguiente gráfico refleja su evolución demográfica, incluyendo municipios después de efectuada la fusión el 1 de enero de 1977.
| Gráfica de evolución demográfica de Roosdaal entre 1846 y 2020 |
|                                                                |